# Jandro Orellana
Alejandro Orellana Gómez (Gavà, 2000. augusztus 7. –) közismert nevén; Jandro, spanyol profi labdarúgó; középpályás. A LA Liga2-ben szereplő FC Andorra játékosa.

## Pályafutása

### FC Barcelona
2014-ben csatlakozott a klub akadémiájára az RCD Espanyol városi riválistól.
Első kimagasló teljesítménye egy bajnoki cím volt az U16/B korosztályos csapatával. Később további 4 címet nyert az együttessel; az U16/A, U19/B és az U19A korosztállyal.
2018. április 23-án a Chelsea U19 legyőzésével UEFA Ifjúsági Liga győztes lett.

#### Barca B
A 2018/19-es idény 11. fordulójában debütált a CD Ebro elleni 1–1-s hazai bajnokin, amelyen az utolsó egy percre küldték pályára.
A következő, 2019/20-as szezonra regisztrálták hivatalosan a csapatba.
2021. január 24-én szerezte karrierje első gólját az UE Olot elleni 2–1-es hazai bajnokin, a találkozó első gólját jegyezte.
Augusztus 31-én további egy évre meghosszabbították a szerződését.

#### A felnőttcsapatban
2020. augusztus 8-án a COVID-19 miatt elhúzodó Bajnokok Ligája kieséses szakaszának legjobb 16 csapata között, Quique Setién nevezte a keretbe az SSC Napoli elleni visszavágó mérkőzésre. Kevesebb mint két évvel később Xavi is nevezte a bajnokság 2021/22-es idényének utolsó előtti két találkozóra.

## Válogatott karrier

### Spanyolország
Tagja volt az U17, és az U19-es korosztályos csapatoknak.
2017-ben U17-es Európa-bajnokság győztese lett. Majd két évvel később az U19-es csapattal megnyerték a 2019-es U19-es Európa-bajnokságot.

## Statisztika
2022. július 29-i állapot szerint.
| Klub             | Szezon           | Bajnokság          | Bajnokság | Bajnokság | Kupa  | Kupa  | Nemzetközi | Nemzetközi | Egyéb | Egyéb | Összes | Összes |
| Klub             | Szezon           | Liga               | Mérk.     | Gólok     | Mérk. | Gólok | Mérk.      | Gólok      | Mérk  | Gólok | Mérk.  | Gólok  |
| ---------------- | ---------------- | ------------------ | --------- | --------- | ----- | ----- | ---------- | ---------- | ----- | ----- | ------ | ------ |
| Barcelona B      | 2018/19          | Segunda División B | 7         | 0         | —     | —     | —          | —          | —     | —     | 7      | 0      |
| Barcelona B      | 2019/20          | Segunda División B | 22        | 0         | —     | —     | —          | —          | 3     | 0     | 25     | 0      |
| Barcelona B      | 2020/21          | Segunda División B | 18        | 1         | —     | —     | —          | —          | 0     | 0     | 18     | 1      |
| Barcelona B      | 2021/22          | Primera División   | 23        | 0         | —     | —     | —          | —          | —     | —     | 23     | 0      |
| Barcelona B      | Összesen         | Összesen           | 70        | 1         | —     | —     | —          | —          | 3     | 0     | 73     | 1      |
| KARRIER ÖSSZESEN | KARRIER ÖSSZESEN | KARRIER ÖSSZESEN   | 70        | 1         | 0     | 0     | 0          | 0          | 3     | 0     | 73     | 1      |